# 菅尾駅
菅尾駅（すがおえき）は、大分県豊後大野市三重町浅瀬にある、九州旅客鉄道（JR九州）豊肥本線の駅である。

## 歴史
- 1921年（大正10年）3月27日：鉄道省（後に日本国有鉄道）犬飼軽便線の犬飼 - 三重町間延伸に伴い開業[2][3]。
- 1928年（昭和3年）12月2日：路線名改称に伴い、豊肥本線の駅となる[2]。
- 1962年（昭和37年）10月1日：貨物取扱廃止[3][4]。
- 1966年（昭和41年）4月1日：業務委託化[4]。
- 1983年（昭和58年）11月30日：下郡信号場 - 南熊本間のCTC化に伴い、無人化（簡易委託化）[4][5]。荷物扱い廃止[6]。
- 1987年（昭和62年）4月1日：国鉄分割民営化により九州旅客鉄道が継承[2][3]。
- 2004年（平成16年）4月1日：簡易委託取扱廃止[1]。
- 2005年（平成17年）：駅舎改築[1]。

## 駅構造
相対式ホーム2面2線を有する地上駅で、互いのホームは跨線橋で連絡している。
無人駅化後、三重農協への簡易委託により乗車券発売が続けられてきたが、2004年（平成16年）3月末日限りで取扱を廃止している。自動券売機が設置されている。

### のりば
| のりば | 路線      | 方向 | 行先               |
| ------ | --------- | ---- | ------------------ |
| 1      | ■豊肥本線 | 上り | 豊後竹田・熊本方面 |
| 2      | ■豊肥本線 | 下り | 大分方面           |

## 利用状況
- 2015年度の1日平均乗車人員は190人（前年度比+18人）である。

| 乗車人員推移 | 乗車人員推移 |
| 年度         | 1日平均人数  |
| ------------ | ------------ |
| 2000         | 184          |
| 2001         | 168          |
| 2002         | 163          |
| 2003         | 161          |
| 2004         | 140          |
| 2005         | 141          |
| 2006         | 159          |
| 2007         | 162          |
| 2008         | 157          |
| 2009         | 169          |
| 2010         | 165          |
| 2011         | 160          |
| 2012         | 173          |
| 2013         | 185          |
| 2014         | 172          |
| 2015         | 190          |

## 駅周辺
駅出口から50メートルほどで国道326号に出る。駅周囲は小規模な店舗や集落はあるものの、全体に山林や農地が目立つ。
- 豊後大野市立菅尾小学校
- 菅尾駅前郵便局
- 菅尾磨崖仏
- 市営菅尾団地
- 虹澗橋
- 国道326号

## 隣の駅
九州旅客鉄道（JR九州）
■豊肥本線
■普通
犬飼駅 - 菅尾駅 - 三重町駅